# Valente Díaz (Veracruz)
Valente Díaz es una localidad mexicana ubicada en el estado de Veracruz, dentro del municipio de Veracruz. Forma parte de la zona metropolitana de Veracruz, localizada entre los kilómetros 96 y 101 de la Carretera Federal Xalapa-Veracruz.
En la periferia de la localidad se encuentra el Parque Industrial Bruno Pagliai colindando este a su vez con la localidad de Santa Fe.
Su principal actividad económica es la industria siderúrgica, siendo Tenaris-Tamsa la empresa más representativa en la zona industrial.
Las colonias que integran esta localidad son:
- Tejería;
- Progreso;
- La Loma de Tejería;
- Rosario;
- Buenavista;
- La Sánchez;
- Juanita.